# Sunshine Reggae
«Sunshine Reggae» es una canción escrita y grabada por el dúo danés Laid Back. Fue lanzado originalmente como sencillo en julio de 1983 e incluido en su segundo álbum Keep Smiling (1983). Fue el éxito internacional del verano de 1983, siendo la canción más exitosa de la banda.

## Recepción y versiones
«Sunshine Reggae» alcanzó el número uno en Alemania y Austria en septiembre de 1983. Alcanzó el puesto número tres en Italia, cuatro en los Países Bajos y Flandes (Bélgica) y el número nueve en Suiza. Fue sorprendentemente popular en América del Sur.Su popularidad aumentó aún más gracias a una película que lleva el nombre de la canción, Sunshine Reggae in Ibiza, que se estrenó en noviembre de 1983.
La canción apareció en varias versiones individuales lanzadas por Metronome, Polydor, Sire, CBS y Atlas. La canción también fue lanzada en diferentes versiones como un maxisencillo de 12" con una duración de aproximadamente 6:30 minutos.
En los Estados Unidos, la canción de la cara B del sencillo, «White Horse», tuvo más éxito. Fue lanzado como sencillo y pasó tres semanas en el número uno de las listas de baile.

## Video musical
El video musical fue grabado en Sri Lanka, y presenta los miembros de la banda como oficinistas aburridos que fantasean con una playa del Mar del Sur, donde interpretan la canción y se divierten con los habitantes.

## Posicionamiento en listas
| Lista (1983)                                     | Mejor posición |
| ------------------------------------------------ | -------------- |
| Argentina (CAPIF)                                | 1              |
| Austria (Ö3 Austria Top 40)                      | 1              |
| Bélgica (Flandes) (Ultratop 50)                  | 4              |
| Canadá (RPM)                                     | 46             |
| Italia (Musica e dischi)                         | 3              |
| Países Bajos (Mega Single Top 100)               | 4              |
| Suiza (Schweizer Hitparade)                      | 9              |
| Uruguay (CUD)                                    | 1              |
| Alemania Occidental (Offizielle Deutsche Charts) | 1              |

## Certificaciones
| País     | Certificación | Ventas  |
| -------- | ------------- | ------- |
| Canadá   | Oro           | 50 000  |
| Alemania | Oro           | 500 000 |

## Otras versiones
Una versión realizada The Nips alcanzó el puesto número tres en Suiza en 1983. En 2000, la versión de Laid Back vs. Funkstar De Luxe alcanzó el puesto 68 en Alemania.